# Rejon krzemieniecki (1940–2020)
Rejon krzemieniecki – były rejon obwodu tarnopolskiego Ukrainy. Po 2020 r. powstał rejon o tej nazwie obejmujący około 1/3 obwodu.
Został utworzony w 1939 r,, jego powierzchnia wynosiła 918 km², a ludność rejonu liczyła 73 200 osób.
Na terenie rejonu znajdowały się 1 rada miejska i 28 rad wiejskich, obejmujących w sumie 68 miejscowości. Siedzibą władz rejonowych był Krzemieniec.

## Miejscowości rejonu
- Andruha (Андруга)
- Bakoty (Бакоти)
- Barszczówka (Борщівка)
- Baszuki (Башуки)
- Bereżce (Великі Бережці)
- Bereźce Małe (Малі Бережці)
- Białokrynica (Білокриниця)
- Bohdanówka (Богданівка)
- Boniawka (Бонівка)
- Budki (Будки)
- Chotowica (Хотовиця)
- Chotówka (Хотівка)
- Czugale (Чугалі)
- Dąbrowa (Діброва)
- Duchów (Духів)
- Dunajów (Дунаїв)
- Dworzec (Двірець)
- Folwarki Małe (Підлісне)
- Folwarki Wielkie (Плоске)
- Gaje (Гаї)
- Horynka (Горинка)
- Horyńka Mała (Мала Горянка)
- Horyńka Wielka (Велика Горянка)
- Hrada (Града)
- Ikwa (Іква)
- Iwanie (Івання)
- Jankowce (Іванківці)
- Kateryniwka[1] (Катеринівка)
- Kokorów Nowy (Новий Кокорів)
- Kokorów Stary (Старий Кокорів)
- Kołosów (Колосова)
- Komaryn (Комарин)
- Komnata (Кімната)
- Komorówka (Комарівка)
- Krutniów (Крутнів)
- Kryże (Крижі)
- Krzemieniec (Кременець)
- Kulików (Куликів)
- Kuszlin (Кушлин)
- Leduchów (Лідихів)
- Lisznia (Лішня)
- Łopuszno (Лопушне)
- Łosiatyn (Лосятин)
- Młynowce (Млинівці)
- Młynowce Wielkie (Великі Млинівці)
- Mysiki (Мисики)
- Oleksiniec Nowy (Новий Олексинець)
- Poczajów (Почаїв)
- Poczajów Stary (Старий Почаїв)
- Podleśce (Підлісці)
- Popowce (Попівці)
- Rosławka (Раславка)
- Rostoki (Розтоки)
- Rudka (Рудка)
- Rybcza (Рибча)
- Rydoml (Ридомиль)
- Sapanów (Сапанів)
- Sawczyce (Савчиці)
- Stary Oleksiniec (Старий Олексинець)
- Stary Taraż (Стaрий Тараж)
- Szpikołosy (Шпиколоси)
- Świniuchy (Очеретне)
- Uścieczko (Устечко)
- Waligóry (Валігури)
- Wesoła (Весела)
- Wesołówka (Веселівка)
- Wolica[2] (Волиця)
- Zajcy (Затишшя)
- Zebłazy (Зеблaзи)
- Żołoby (Жолоби)